# Langenhagen (Duderstadt)
Langenhagen is een dorp in de Duitse gemeente Duderstadt in de deelstaat Nedersaksen. In 1973 werd het dorp bij Duderstadt gevoegd. Het ligt 6 km ten noordoosten van die stad.
Langenhagen wordt voor het eerst vermeld in een oorkonde uit 1236. Het was een van de elf Raadsdorpen van Duderstadt. Zoals ook alle andere dorpen in de streek, werd het van de 17e tot in het begin van de 19e eeuw regelmatig door oorlogsgeweld, epidemieën en andere rampen geteisterd. In de 20e eeuw kreeg het dorp de reputatie, dat veel van de er wonende mannen als bouwvakker de kost verdienden. Dit is ten dele nog steeds het geval. Er zijn slechts drie nog in bedrijf zijnde  boerderijen in Langenhagen. De dorpskerk, gewijd aan Sint Laurentius, dateert uit 1865. Het gebouw verving een eerdere kerk uit 1681.